# Sheriff Suma
Sheriff Awilo Suma (Freetown, 12 ottobre 1986) è un ex calciatore sierraleonese di origine guineana, di ruolo centrocampista.

## Carriera

### Club
Suma cominciò la carriera con la maglia del Kallon. Passò poi agli svedesi dell'Åtvidaberg ed in seguito vestì la maglia del GAIS. Per questa squadra, esordì nella Allsvenskan il 18 giugno 2007, quando sostituì Tobias Holmqvist nel pareggio per 1-1 sul campo dell'Helsingborg.
Il 17 luglio 2008, passò in prestito ai norvegesi dell'Haugesund. Il 3 agosto esordì nell'Adeccoligaen, schierato titolare nel pareggio per 1-1 in casa del Notodden. Il 28 settembre realizzò l'unica rete in campionato, con questa maglia: fu autore di un gol nel pareggio per 2-2 contro lo Start.
Giocò poi per i ciprioti dell'Ermis Aradippou e per i turchi del Kocaelispor. Tornò poi in Svezia, per militare nelle file dello Jönköping. Dal 2011, passò agli azeri del Rəvan Baku, che lo svincolarono nel dicembre 2012.
Nel giugno 2014 torna in Svezia per giocare nel Syrianska Kerburan (quarta serie nazionale) insieme al compagno di nazionale Samuel Barlay, firmando un nuovo contratto annuale nel successivo mese di dicembre. Nell'agosto 2015 apre una seconda parentesi al Rəvan Baku, trasferendosi anche in questo caso insieme a Samuel Barlay.

### Nazionale
Suma conta 30 apparizioni per la Sierra Leone, con anche 3 gol segnati.